# أحمد العباسي
أحمد العباسي (مواليد 20 ديسمبر 1976) هو كاتب مصري. نشر العديد من القصص في مختلف مجلات الأطفال، منها ماجد وباسم وعلاء الدين، وعمل مدير تحرير لعدة مجلات في الوطن العربي.

## تعليمه
حصل من جامعة القاهرة على ليسانس الآداب من قسم الفلسفة عام 2000، وعلى دبلومة في السيناريو ودبلومة في الإخراج من قصر السينما التابع للهيئة العامة لقصور الثقافة عام 2004، كما حصل على دبلومة إدارة مشاريع ثقافية من معهد جوته الألماني عام 2016.

## حياته المهنية
تولى منصب سكرتير تحرير مجلة "قرناس" بين عامي 2000 و2004، وساهم في تطوير مجلة "سمير" عام 2004. وعمل مدير تحرير عدة مجلات منها مجلة "تووت" عام 2004، ومجلة "لؤلؤ عام 2006، ومجلة "نونة" عام 2008، ومجلة "متقن" عام 2015. بدأ بكتابة القصص عام 1998، ونشر له ما يزيد عن 500 قصة في مختلف المجلات مثل: ماجد وباسم وعلاء الدين ولؤلؤ ونونة وجاسم وفراس ومكي وكيو كيدز. يعمل حاليًا مستشار تحرير للعديد من المجلات ودور النشر.

## المؤلفات

### كتاب الطفل
- «المهم هو.. هل تستطيع»، الصادرة عن منظمة كير بالتعاون مع اليونسكو والإتحاد الأوربي عام 2014[1]

- «الأطفال يحكمون العالم»، الصادرة عن منظمة كير بالتعاون مع اليونسكو والإتحاد الأوربي عام 2015[1]

- «ثمن الحرية»، الصادرة عن منظمة كير بالتعاون مع اليونسكو والإتحاد الأوربي عام 2015[1]

- «هند وشعرها المجعد»، دار الحرف للنشر والتوزيع، 2016[4]

- «الأيدي الصغيرة تبني أحياناً»، الصادرة عن دار نهضة مصر عام 2016[5][6]

- «الهدف»، أصالة للطباعة والنشر والتوزيع، 2017[7]

- «بذور الورد»، أصالة للطباعة والنشر والتوزيع، 2017[8]

- «الطبيب المحير»، أصالة للطباعة والنشر والتوزيع، 2017[9]

- «هدية من أجلك»، أصالة للطباعة والنشر والتوزيع، 2017[10]

- «مدينة الكذابين»، أصالة للطباعة والنشر والتوزيع، 2017[11]

- «دراجات غريب»، والصادر عن دار الحرف للنشر والتوزيع عام 2018 [12]

- «البطل خرتيت»، والصادرة عن دار الحرف للنشر والتوزيع عام 2018[13]

- «نسر أو دجاجة»، أصالة للطباعة والنشر والتوزيع، 2018[14]

- «مغامرة في عالم الألعاب»، أصالة للطباعة والنشر والتوزيع، 2018[15]

- «كهف الأسرار»، دار نهضة مصر للطباعة والنشر، 2019[16]

- «مفتاح الحياة»، دار نهضة مصر للطباعة والنشر، 2018[17]

- «مصروفي يكفي» الصادرة عن دار الفاروق عام 2019[18]، وقد تم تصنيفها من الأعلى مبيعة في معرض مكتبة الإسكندرية للكتاب [19]

### الديوان الشعري
- «أريد امرأة»، ديوان شعري صادر عن دار قراديس للنشر والتوزيع عام 2007[20][21]

- «قصائدي تزرع النساء»، نشر ذاتي عام 2009[20][22][23]

## الجوائز والترشيحات
- جائزة الملتقى العربي لناشري كتب الأطفال لفئة كُتاب اليافعين، الدورة الخامسة، 2018، عن رواية «الأيدي الصغيرة تبني أحيانًا».[24]
- تصنيف كتابه «مصروفي يكفي» ضمن الأكثر مبيعاً في معرض مكتبة الإسكندرية للكتاب 2022.[25]